# Ronald Searle
Ronald William Fordham Searle (Cambridge, Anglaterra, 3 de març de 1920 – Draguignan, França, 30 de desembre de 2011) fou un caricaturista i dibuixant anglès, considerat un dels més prestigiosos i influents del segle xx. Creador de la sèrie de St Trinian's School i il·lustrador de les obres de Geoffrey Willans, especialment els llibres de la sèrie Molesworth.
Nascut a Cambridge, va començar a dibuixar de molt jove. Durant la segona guerra mundial fou destinat a Singapur, on va caure presoner dels japonesos. Durant la seva captivitat realitzaria una gran quantitat de dibuixos que es publicarien molt més endavant. Durant els anys 50 començà a publicar en les principals revistes il·lustrades britàniques i americanes com Life, Holiday i Punch. Més endavant els seus dibuixos de traç vigorós i vibrant apareixerien a The New Yorker, The Sunday Express i The News Chronicle. Ha publicat en les publicacions més prestigioses del món, des del diari Le Monde a la revista Siné Hebdo.Va crear la sèrie d'humor del col·legi de St Trinian's basada en les escoles de noies de Cambridge. Durant els seixanta consolidaria el seu prestigi i seria una gran influència per a molts altres dibuixants, entre els quals hi ha Pat Oliphant, Matt Groening, Hilary Knight, i els animadors de pel·lícules de Disney com 101 dàlmates.

### St Trinian's
- Hurrah For St Trinians, 1948
- The Female Approach: The Belles of St. Trinian's and Other Cartoons, 1950
- Back To The Slaughterhouse, and Other Ugly Moments, 1951
- The Terror of St Trinian's, or Angela's Prince Charming, 1952 (amb Timothy Shy (D. B. Wyndham-Lewis))
- Souls in Torment, 1953 (prefaci de Cecil Day-Lewis)
- The St Trinian's Story, 1959 (amb Kaye Webb)
- St Trinian's: The Cartoons, 2007
- St. Trinian's: The Entire Appalling Business, 2008

### Molesworth
- Down With Skool!: A Guide to School Life for Tiny Pupils and Their Parents, 1953 (amb Geoffrey Willans)
- How to be Topp: A Guide to Sukcess for Tiny Pupils, Including All There is to Kno About Space, 1954 (amb Geoffrey Willans)
- Whizz for Atomms: A Guide to Survival in the 20th Century for Fellow Pupils, their Doting Maters, Pompous Paters and Any Others who are Interested, 1956 (amb Geoffrey Willans)
- Back in the Jug Agane, 1959 (amb Geoffrey Willans)
- The Compleet Molesworth, 1958 (col·lecció) Molesworth (1999 Penguin)

### Altres llibres
- Forty Drawings (1946)
- White Coolie, 1947 (amb Ronald Hastain)
- This England 1946-1949, 1949
- The Stolen Journey, 1950 (amb Oliver Philpot)
- An Irishman's Diary, 1950 (amb Patrick Campbell)
- Dear Life, 1950 (amb H. E. Bates)
- Paris Sketchbook, 1950 (amb Kaye Webb) (repr. 1958)
- A Sleep of Prisoners, 1951 (amb Christopher Fry)
- Life in Thin Slices, 1951 (amb Patrick Campbell)
- The Naked Island, 1952 (amb Russell Braddon)
- It Must be True, 1952 (amb Denys Parsons)
- London—So Help Me!, 1952 (amb Winifred Ellis)
- The Diverting History of John Gilpin, 1953 (text de William Cowper)
- Looking at London and People Worth Meeting, 1953 (amb Kaye Webb)
- The Dark is Light Enough, 1954 (amb Christopher Fry)
- Patrick Campbells Omnibus, 1954 (amb Patrick Campbell)
- The Journal Of Edwin Carp, 1954
- Modern Types, 1955 (amb Geoffrey Gorer)
- The Rake's Progress, 1955
- Merry England, Etc, 1956
- Anglo-Saxon Attitudes, 1956 (amb Angus Wilson)
- The Big City or the New Mayhew , 1958 (amb Alex Atkinson)
- The Dog's Ear Book, 1958 (amb Geoffrey Willans)
- USA for Beginners, 1959 (amb Alex Atkinson)
- Anger of Achilles: Homer's Iliad, 1959
- By Rocking Horse Across Russia, 1960 (amb Alex Atkinson)
- Penguin Ronald Searle, 1960
- Refugees 1960: A Report in Words and Pictures, 1960 (amb Kaye Webb)
- The Biting Eye of Andre Francois (1960)
- Which Way Did He Go?, 1961
- A Christmas Carol, 1961 (de Charles Dickens)
- The 13 Clocks and the Wonderful O, 1962 (amb James Thurber)
- Searle In The Sixties, 1964
- From Frozen North to Filthy Lucre, 1964
- Haven't We Met Before Somewhere?, 1966
- Searle's Cats, 1967
- The Square Egg, 1968
- Take One Toad, 1968
- This Business of Bomfog, 1969 (amb Madelaine Duke)
- Monte Carlo Or Bust, 1969 (amb E. W. Hildick)
- Hello, where did all the people go?, 1969
- The Second Coming of Toulouse-Lautrec, 1969
- Secret Sketchbook, 1969
- The Great Fur Opera: Annals of the Hudson's Bay Company 1670–1970, 1970 (with Kildare Dobbs)[5]
- Scrooge, 1970 (amb Elaine Donaldson)
- Mr. Lock of St. James's Street, 1971 (amb Frank Whitbourn)
- The Addict, 1971
- More Cats, 1975
- Dick Dead Eye, 1975 (de Gilbert and Sullivan)
- Paris! Paris!, 1977 (de Irwin Shaw)
- Zodiac, 1977
- Ronald Searle, 1978
- The King of Beasts & Other Creatures, 1980
- The Situation is Hopeless, 1980
- Winning the Restaurant Game, 1980 (amb Jay Jacobs)
- Too Many Songs de Tom Lehrer With Not Enough Drawings by Ronald Searle, 1981
- Ronald Searle's Big Fat Cat Book, 1982
- The Illustrated Winespeak, 1983
- Ronald Searle in Perspective, 1983
- Ronald Searle's Golden Oldies 1941–1961, 1985
- Something in the Cellar, 1986
- To the Kwai and Back: War Drawings 1939–1945 (1986)
- Ronald Searle's Non-Sexist Dictionary, 1988
- Ah Yes, I Remember It Well...: Paris 1961–1975, 1988
- Slightly Foxed But Still Desirable: Ronald Searle's Wicked World of Book Collecting, 1989
- Marquis De Sade Meets Goody Two-Shoes, 1994
- The Tales of Grandpa Cat, 1994 (amb Lee Wardlaw)
- The Hatless Man, 1995 (de Sarah Kortum)
- A French Affair : The Paris Beat, 1965–1998, 1999 (de Mary Blume)
- Wicked Etiquette, 2000 (amb Sarah Kortum)
- Ronald Searle in Le Monde, 2001
- Railway of Hell: A Japanese POW's Account of War, Capture and Forced Labour, 2002 (de Reginald Burton)
- Searle's Cats, 2005
- The Scrapbook Drawings", 2005
- Cat O' Nine Tales: And Other Stories, 2006 (de Jeffrey Archer)
- Beastly Feasts: A Mischievous Menagerie in Rhyme, 2007 (amb Robert Forbes)
- More Scraps & Watteau Revisited, 2008
- Let's Have a Bite!: A Banquet of Beastly Rhymes, 2010 (amb Robert Forbes)
- What! Already?: Searle at 90, 2010
- Les Très Riches Heures de Mrs Mole, 2011
- What Am I Still Doing Here?, 2011 (amb Roger Lewis)